# Masaya Kojima
Masaya Kojima (japanisch 小島 雅也 Kojima Masaya; * 9. November 1997 in Gyōda) ist ein japanischer Fußballspieler.

## Karriere
Kojima erlernte das Fußballspielen in der Jugendmannschaft von Vegalta Sendai. Seinen ersten Vertrag unterschrieb er 2016 bei Vegalta Sendai. Der Verein spielte in der höchsten Liga des Landes, der J1 League. Für den Verein absolvierte er drei Erstligaspiele. 2018 wurde er an den Zweitligisten FC Machida Zelvia ausgeliehen. Für den Verein absolvierte er 10 Ligaspiele. 2019 wurde er an den Zweitligisten Zweigen Kanazawa ausgeliehen. Für den Verein absolvierte er 14 Ligaspiele. 2020 wechselte er für drei Spielzeiten zum Zweitligisten Thespakusatsu Gunma. Für Thespakusatsu bestritt er 93 Zweitligaspiele. Zu Beginn der Saison 2023 unterschrieb er einen Vertrag beim ebenfalls in der zweiten Liga spielenden Zweigen Kanazawa. Am Ende der Saison 2023 belegte er mit Zweigen den letzten Tabellenplatz und musste somit den Weg in die dritte Liga antreten.